# Trzcinno (jezioro w powiecie świebodzińskim)
Trzcinno – niewielkie, płytkie jezioro na Pojezierzu Łagowskim, w granicach administracyjnych Świebodzina.